# Cazac înregistrat

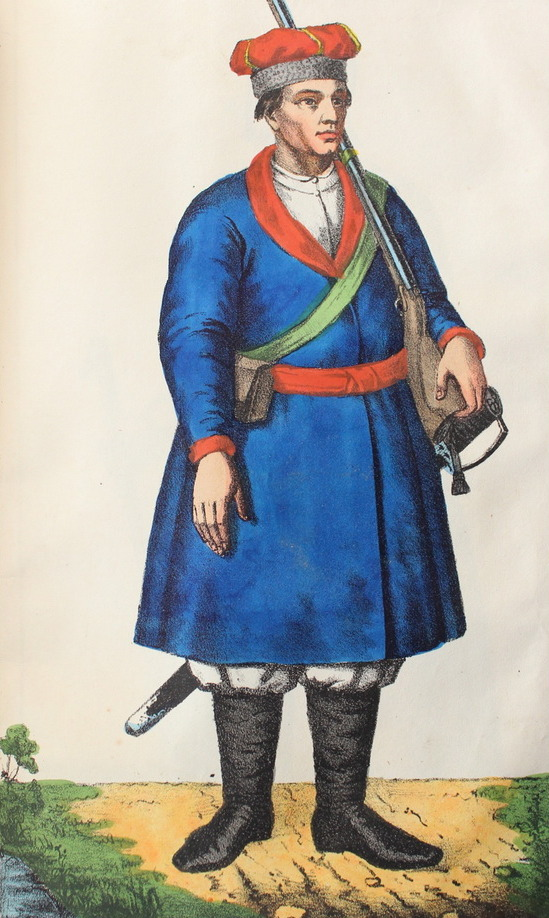
Cazac înregistrat, în uniformă

Cazacii înregistrați (în limbile ucraineană: Реєстрові козаки, Reestrovi kozaki, poloneză: Kozacy rejestrowi) erau cazacii (în cea mai mare parte cei din Zaporijie), care făceau parte din trupele regulate ale Uniunii statale polono-lituaniene. Cazacii înregistrați au fost parte a armatei polono-lituaniene în perioada 1582 – 1699. Primul monarh care a introdus acest sistem a fost Stefan Batory, al cărui prim registru conținea 500 de nume. 
Cazacii înregistrați formau o elită în rândul cazacilor. Ei erau comandați de starșina („bătrâni”) și otamani care erau responsabili în fața marelui hatman al Coroanei (cel mai înalt comandant militar al Re…). Cea mai mare parte a cazacilor înregistrați formau unități de cavalerie ușoară de elită (cioragiev), excelenți arcași, iar mai târziu pușcași, specializați în atacuri-fulger, ambuscade și cercetare. Aceste unități de cavalerie ușoară erau folosite de cele mai multe ori în sprijinul cavaleriei grele, husarii. Cazacii s-au folosit la scară largă de taberele întărite de care, taboruri. 
Cazacii înregistrat se bucurau de o serie de privilegii, printre care cea a libertății personale, scutirea de o mare parte a taxelor, sau plata pentru serviciile militare. Deși armata polono-lituaniană avea mari probleme financiare, care duceau deseori la întârzieri mari ale plăților, datoriile către cazaci erau deseori achitate în mărfuri, precum veștmintele sau armele. 
Cazacii erau războinici pricepuți, iar cea mai importantă sursă de venituri a lor era reprezentată de prada obținută în timpul raidurilor din ținuturile sudice, adică în Imperiul Otoman și țările vasale acestuia. Totuși, doar un număr mic de cazaci făceau parte din categoria celor „înregistrați” – între câteva sute și câteva mii. Numărul lor varia în timp, crescând în general în timpul războaielor. Acest fapt ducea la apariția a numeroase tensiuni sociale și politice, dar fiind faptul că șleahta (nobilimea poloneză și ucraineană) încerca neîncetat să-i reducă pe cazaci la statutul de țărani, în vreme ce cazacii cereau continuu creșterea numărului celor cuprinși în „registru”. Conflictul cazaci-șleahtă era agravat de sprijinul tradițional pe care cazacii îl ofereau regelui, care era de multe ori în conflict cu nobilimea, care încerca reducerea puterii monarhului. 
Tensiunile dintre cazaci și șleahtici s-au agravat în special de la sfârșitul secolului al XVI-lea, ducând la izbucnirea unor revolte, cea mai mare fiind răscoala lui Hmelnițki din 1648. În timpul acestor rebeliuni, cazacii înregistrați au fost forțați să aleagă între sprijinirea conaționalilor și loialitatea care o datorau forțelor armate regulate. 